# Eupithecia staudingeri
Eupithecia staudingeri là một loài bướm đêm trong họ Geometridae.